# Pressoir de Goxwiller
Le pressoir de Goxwiller est un monument historique situé à Goxwiller, dans le département français du Bas-Rhin.

## Localisation
Ce bâtiment est situé au 142, rue Principale à Goxwiller.

## Historique
L'édifice fait l'objet d'une inscription au titre des monuments historiques depuis 1991.